# Гіга-Берлін
52°23′42″ пн. ш. 13°47′24″ сх. д. / 52.395° пн. ш. 13.79° сх. д.
Гіга-Берлін (Гігафабрика Берлін-Бранденбург, Гігафабрика 4 або Гігафабрика в Європі) — завод Tesla у стадії будівництва знаходиться в Грюнгайде, Німеччина.
Кампус знаходиться за 35 км на південний схід від центру Берліна на залізниці Берлін-Вроцлав, яка утворює північну межу території фабрики між станціями Еркнер та Фангшлойзе; автострада А10 є західною межею споруди.
Про об'єкт і його розташуванні в Берліні оголосив генеральний директор Tesla Ілон Маск в листопаді 2019 року на церемонії вручення нагороди Das Goldene Lenkrad. Планується, що завод буде виробляти акумулятори, акумуляторні батареї і силові установки для використання в автомобілях Tesla, а також збирати модель Tesla Model Y (передбачуваний запуск виробництва наприкінці 2021 року). Будівельні роботи розпочаті на початку 2020 року, ведуться роботи з підготовки майданчика і укладання фундаменту. Згідно з публікацією місцевого агентства з охорони навколишнього середовища, опублікованій у січні 2020 року, очікується, що завод розпочне роботу у липні 2021 року.
З травня 2020 року офіси дизайну і розробки Tesla будуть розташовані всередині будівлі Schöneberg Gasometer, розташованого в межах EUREF-Campus Berlin на станції Берлін-Шенеберг. 

## Історія
Початкове обговорення спорудження гігафабрики Tesla в Європі відбулося ще в 2015 році. Тоді завод вважався поєднаним підприємством з виробництва електричних акумуляторів та автомобілів В 2016 році Tesla планувала оголосити подробиці про завод в 2017 році.
До 22 лютого 2017 року завод мав назву «Гігафабрика 2», але на той момент Tesla вже дала назву «SolarCity Gigafactory» гігафабриці в Буффало, а в Нью-Йорку - «Гігафабрика 2». До 2017 року гігафабрика в Європі, як очікувалося, буде називатися "Гігафабрика 4" або "Гігафабрика 5". У листопаді 2019 року стала відома підсумкова назва - «Гігафабрика 4», а пізніше - «Гіга-Берлін».
Понад десяти європейських країн провели кампанію за розміщення заводу в межах їх юрисдикції:

## Опис
Фабрика Гіга-Берлін вироблятиме батареї, акумуляторні блоки, трансмісії і сидіння, включаючи лиття, штампування, фарбування, складання трансмісії і остаточну збірку Model 3, Model Y і майбутніх моделей з продуктивністю, яка в кінцевому підсумку досягне 500 000 автомобілів на рік. Спочатку, завод буде займатися виробництвом Tesla Model Y. Передбачувана вартість заводу становитиме близько 4 мільярдів євро.

### Опис розташування
Простягаючись на північ від логістичного центру «GVZ Freienbrink» площею 1 км² цей район є неосвоєною ділянкою площею 3 км², позначений як промислова зона.  Приблизно в 2000 році тут планувалося розмістити автомобільний завод BMW, але замість цього BMW вибрала Саксонію.«GVZ Freienbrink» оточують соснові бори. На цій ділянці знаходиться державний штучний ліс з низькоякісних монокультурних сосен. Влада очікує, що Tesla пом'якшить наслідки вирубки, посадивши нові дерева більш різноманітних сортів.. Старі боєприпаси, що не розірвалися, ускладнюють розчищення території, і 26 січня 2020 року сім боєприпасів (всього 85 кг) були знешкоджені в результаті контрольованого вибуху.
Ділянка також перериває маршрут Старої Портальної дороги (нім. Alte Poststraße)
Договір купівлі-продажу землі мав бути завершений у грудні 2019 року У грудні 2019 року Tesla уточнила, що очікувані темпи виробництва на європейських Гігафабріках складуть близько 500000 автомобілів на рік   Tesla мала заплатити 13,50 євро за м² ділянки в 300 га на суму близько 41 млн євро. У січні 2020 року німецькі ЗМІ повідомили, що Tesla схвалила контракт на покупку землі за 41 млн євро;  Tesla підписала контракт, і держава нотаріально затвердила його 29 січня 2020 року.
У звіті про навколишнє середовище вказується, що ґрунт є долинний пісок і має певне забруднення важкими металами.
У липні 2020 року Ілон Маск опублікував у Твіттері фотографію того, як буде виглядати Берлінська Гігафабрика.

### Логістика
Наявне водопостачання (від Штраусберг-Еркнер) досить для першої фази з чверті мільйона автомобілів, але друга (до півмільйона автомобілів) і третя (до 3/4 мільйона автомобілів) фази потребують додаткового водопостачання. Очищення води здійснюється методом дистиляції і зворотного осмосу Додаткові об'єкти будуть включати очисні споруди стічних вод потужністю 252 м³/год, центральна будівля постачання, майданчик для вхідного і вихідного постачання (залізничного і автомобільного), а також місця для паркування співробітників.
Деякі з причин вибору Бранденбурга для побудови фабрики полягали в тому, що промисловий майданчик може розширюватися, у районі найвищий рівень виробництва зеленої енергії на одного громадянина у Німеччині, і в цьому районі є кваліфіковані робітники.